# Jacuguaçu
O jacuguaçu ou jacuaçu (nome científico: Penelope obscura) é uma ave da família dos cracídeos (Cracidae), que habita a Mata Atlântica no Brasil, nas regiões Sudeste e Sul do país. Sua área de distribuição estende-se também à Argentina, Uruguai, Paraguai e Bolívia. Sua família assemelha-se morfologicamente aos seus parentes distantes, os faisões e perdizes europeus e asiáticos (pertencentes à ordem dos Galiformes), diferindo deles em costumes diários, pelo fato de preferirem habitats florestais aos campestres, nidificarem em árvores, e não no chão, e terem uma alimentação mais frugívora do que granívora. Os cracídeos são importantes dispersores de sementes e aparentemente têm papel fundamental em manter a floresta tropical através da dispersão de suas plantas preferidas.

## Etimologia
O nome genérico Penelope é formado pelo latim pene, "quase", e o grego lóphos (λόφος), "crista". A explicação para se uso é desconhecida, mas pode ser uma referência à crista parcial do jacumirim (P. marail). É possível, também, que seja uma referência à mitológica Penélope, esposa de Ulisses. Por sua vez, o epíteto específico obscura significa "escuro". Jacuguaçu ou jacuaçu originaram-se da junção dos termos tupis ya'ku (jacu) e (g)wa'su (grande), e significa "jacu grande". Jacuguaçu foi registrado pela primeira vez em ca. 1594, enquanto jacuaçu em 1587 como jacu-açu. Outro nome atribuído a ela é jacu, palavra em tupi que de certo modo resume parte de sua natureza, pelo menos ao alimentar. Significa “o que come grãos”. O nome jacuguaçu foi selecionado como nome vernáculo técnico para a espécie Penelope obscura pelo Comitê Brasileiro de Registros Ornitológicos (CBRO) em 2021.

## Taxonomia e sistemática
O jacuguaçu foi descrito por Coenraad Jacob Temminck em 1815, cujo holótipo foi coletado por Wilhelm Ehrhardt em Colônia Hansa, em Santa Catarina, e está abrigado na Coleção Estatal Zoológica de Munique. Trata-se de uma espécie monotipia, pois a subespécie P. o. bronzina, encontrada no sudeste do Brasil (e talvez em Misiones, nordeste da Argentina), foi invalidada haja vista as supostas características que a distinguiriam não serem suficientes para sustentar a classificação (bordas brancas visíveis nas penas da cabeça, formando um supercílio bem desenvolvido, além de seu porte maior). Peters (1934) considerou a subespécie boliviana speciosa como subespécie do jacuguaçu, mas sua proposta não foi confirmada. Haffer (1987), Sibley & Monroe (1990) e del Hoyo (1994) consideraram o jacu-de-penacho (Penelope purpurascens), o jacu-do-cauca (P. perspicax), o jacu-de-asas-brancas (P. albipennis), o jacu-amazônico (P. jacquacu) e o jacuguaçu (P. obscura) como superespécies. Vuilleumier (1965) propôs que são coespecíficos, mas outros ornitólogos discordam. Hosner et al. (2016) descobriram que trata-se de um grupo monofilético.

## Descrição
O filhote do jacu apresenta íris cinza-claro, que escurece para marrom-escuro com cerca de duas semanas de vida, permanecendo assim até a fase adulta, quando os olhos se tornam vermelhos. Seu bico, inicialmente alaranjado ou rosado, exibe a mandíbula com extremidade distal em tons de roxo ou rosa, tornando-se totalmente negro a partir de 45 dias, com a ponta branca persistindo até cerca de quatro meses de idade. Ainda jovem, exibe uma faixa escura que se estende da testa até o final do dorso, alargando-se no manto, que pode ser totalmente escuro ou malhado com tons marrons ou castanhos. Aos 40 dias, o juvenil já é menor que o adulto, apresenta garganta branca e ainda não desenvolveu manchas brancas na parte superior; por volta dos 90 dias, sua plumagem e tamanho aproximam-se dos de um adulto. Na fase adulta, o jacuguaçu mede cerca de 68 cm e pode chegar a um quilo nos exemplares maiores. Possui pernas escuras, plumagem geral e pele facial nua também escuras, barbelas vermelhas pouco desenvolvidas, sem crista, e asas com largas bordas ferrugíneas. Os sexos são semelhantes, exceto pela íris - vermelha no macho e marrom‑claro na fêmea - embora alguma variação, possivelmente relacionada à idade, tenha sido observada. O macho ainda se destaca pelo topete rudimentar e pela barbela mais proeminente e triangular. Distingue-se da jacupemba (Penelope superciliaris) por ser maior, com patas escuras puxando para o cinza - origem de seu nome específico, obscura - enquanto a jacupemba é menor (cerca de 55 centímetros) e possui patas avermelhadas.

## Distribuição e habitat
O jacuguaçu ocorre no leste e sul do Brasil, sendo mais comum do estado do Rio de Janeiro até Santa Catarina, incluindo o leste de Minas Gerais e o sul da Bahia, estendendo-se até o Rio Grande do Sul. Também é registrado em áreas do sul da Amazônia, entre o Maranhão e o rio Madeira. Fora do Brasil, está presente no sudeste do Paraguai, no nordeste da Argentina - incluindo o nordeste de Buenos Aires, sudeste de Entre Rios, centro-sul de Corrientes e Misiones -, além da Bolívia e do Uruguai. Sua capacidade de adaptação ajudou na preservação da espécie, que é ainda relativamente abundante no Sudeste do Brasil, mesmo fora do sistema de unidades de proteção, enquanto outras espécies da guilda regional de cracídeos - o mutum-do-sudeste (Crax blumenbachii) e a jacutinga (Pipile jacutinga) - encontram-se extintas fora de algumas poucas áreas protegidas.
O jacuguaçu habita florestas altas, margens de galerias (às quais as populações do sul estão intimamente associadas), pequenas ilhas fluviais com mata secundária, plantações maduras cercadas por pastagens, fragmentos boscosos e capoeiras em baixadas e encostas das zonas tropicais e muito tropicais, além de florestas montanas até 2 300 metros, em locais onde as áreas mais baixas são secas demais para suportar mata perene ou já foram desflorestadas; ocasionalmente, adentra o mato ralo e terras agrícolas - inclusive plantações maduras. A espécie é registrada desde o nível do mar, e as populações do norte ocorrem em matas de araucária, embora prefiram a Mata Atlântica. Pode ser rara nas florestas mais densas, talvez devido à abundância de predadores mamíferos e à preferência por forrageio em solo aberto.

## Ecologia

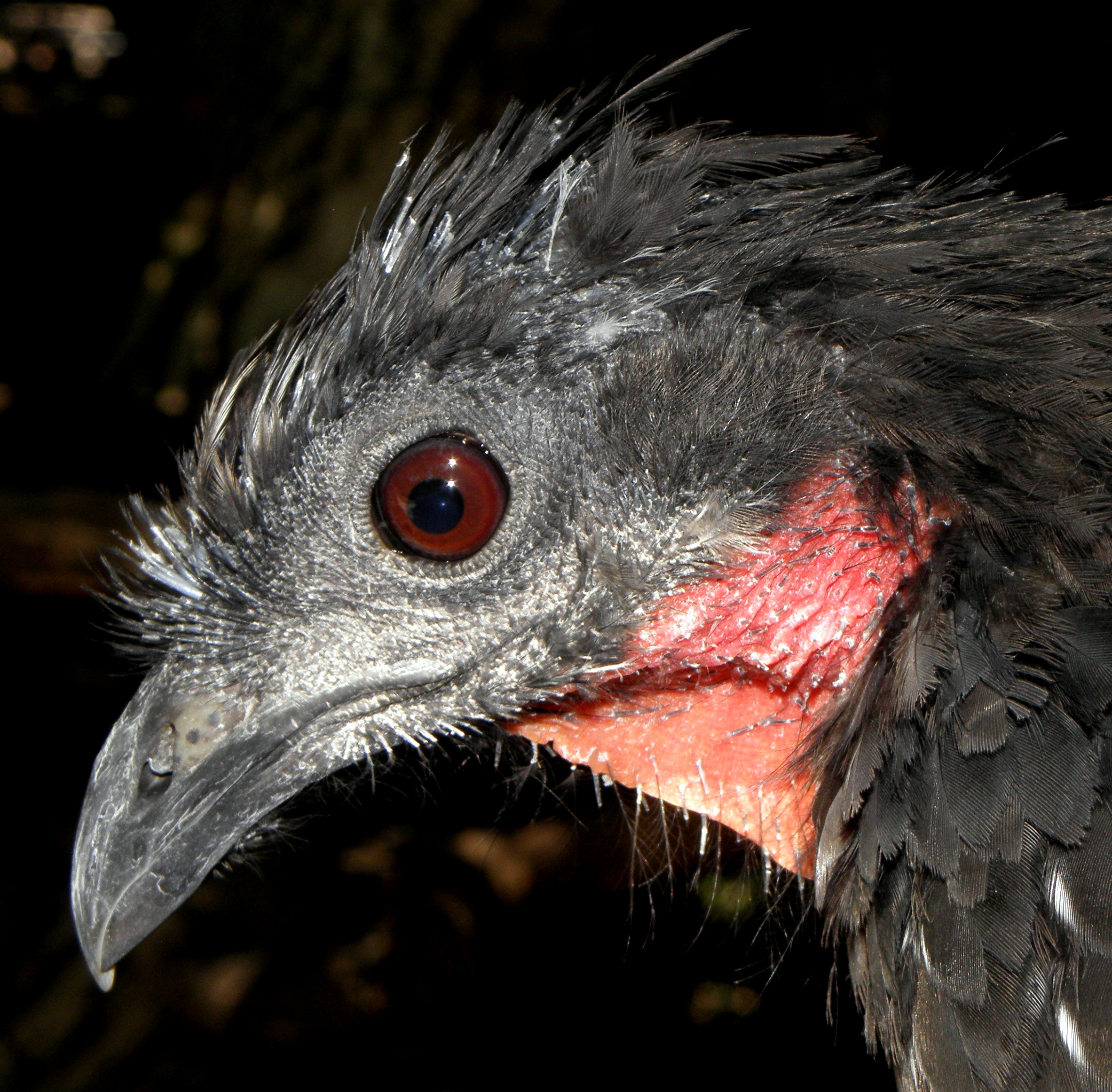
Olho vermelho característico da espécie

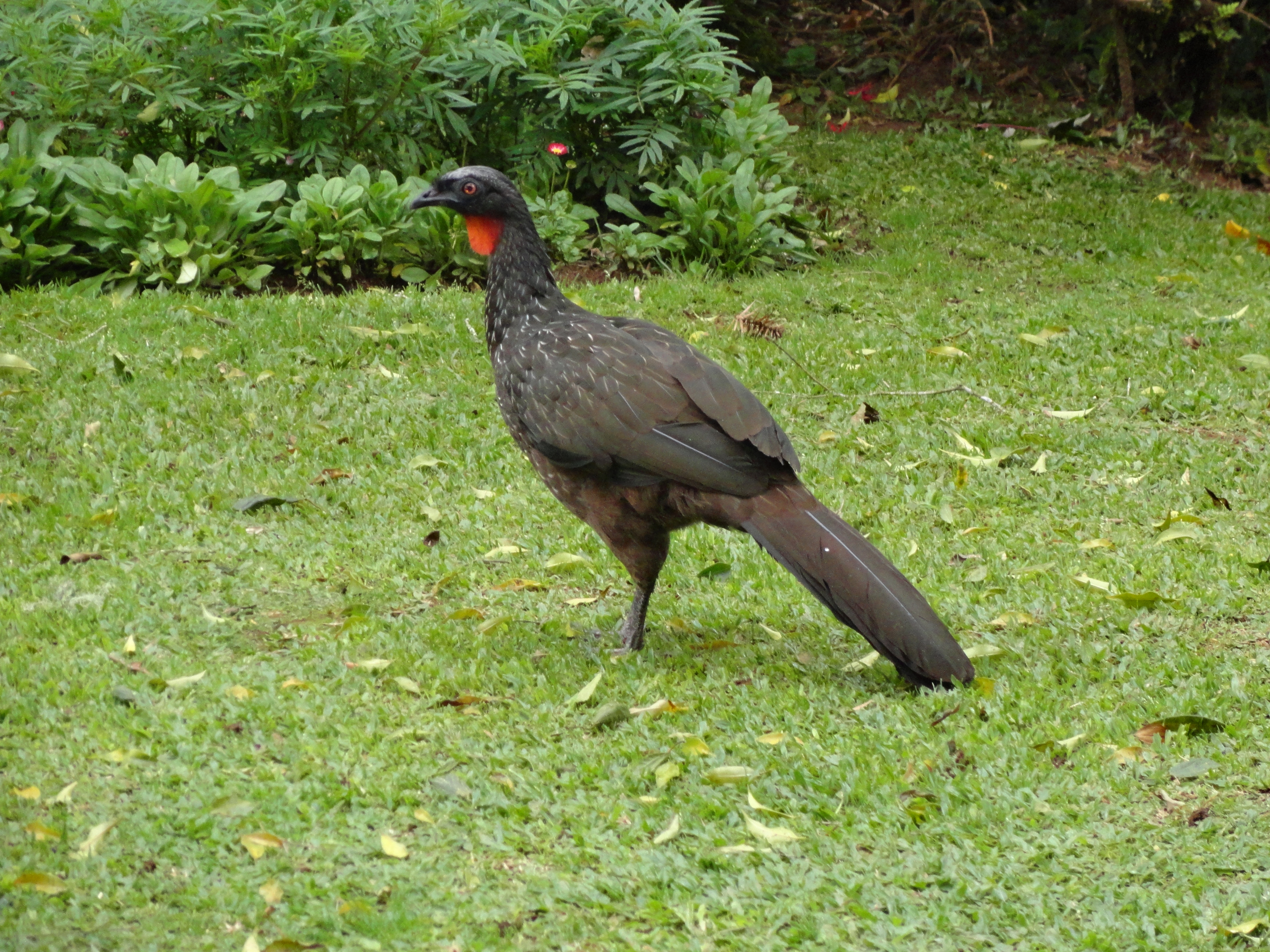
Jacuguaçu em raro momento em solo

### Comportamento
Presume-se que o jacuguaçu seja em grande parte sedentário, embora no sul de São Paulo, haja evidências de que alguns indivíduos se deslocam para altitudes mais baixas entre novembro e fevereiro, a fim de aproveitar a frutificação de diversas espécies das mirtáceas. É uma espécie cinegética, sendo atraído pelo caçador através de um pio específico. Caminha longas distâncias na floresta geralmente em pares ou grupos de dez aves, e frequenta pomares em bordas de mata. São extremamente individualistas. Após a instalação do grupo numa localização não é aceito mais nenhum cracídeo no local. Por serem animais com hábitos grupais (é mais provável encontrá-los em pares ou em grupos do que sozinhos) possuem um sistema de hierarquização (indivíduos maiores costumam dominar o bando). A maturidade sexual destes animais é atingida por volta de um ano de idade, quando são formadas novas cópulas entre o grupo e o nascimento de novos filhotes. Em sua vida livre, passam boa parte de seu tempo nas copas das arvores. Não é tão comum vê-los no chão, mas esse hábito lhes é comum à alimentação (ao contrário das galinhas, suas parentes distantes jacuguaçus não possuem o hábito de ciscar o chão). Apesar de serem arborícolas, não são ótimos voadores, mas conseguem se movimentar silenciosamente por entre as arvores. Na literatura há poucas informações sobre a reprodução destes animais na natureza. Sua monogamia e período de incubação (28 dias) são as poucas referências dadas a estes animais.

### Vocalização
A vocalização do jacuguaçu é composta por sons peculiares, ásperos e altos, como um oaaaao, com variantes que podem se tornar mais melodiosas, além de um uau repetido, semelhante a um zurro ou latido, emitido em situações de alarme. Em momentos de estresse, também pode vocalizar de forma rouca e agressiva. Os sons não apresentam diferenças significativas entre machos e fêmeas. Em voo ao amanhecer, produz ruídos fortes com as asas, que incluem uma pausa no meio do percurso. Há variações geográficas nesses chamados, sendo que as populações do sul emitem vocalizações de alarme mais agudas e dissilábicas em comparação com as do norte. Os filhotes começam a vocalizar com sons mais graves aos 75 dias de vida e, por volta dos 105 dias, já são capazes de reproduzir as vocalizações dos adultos.

### Alimentação

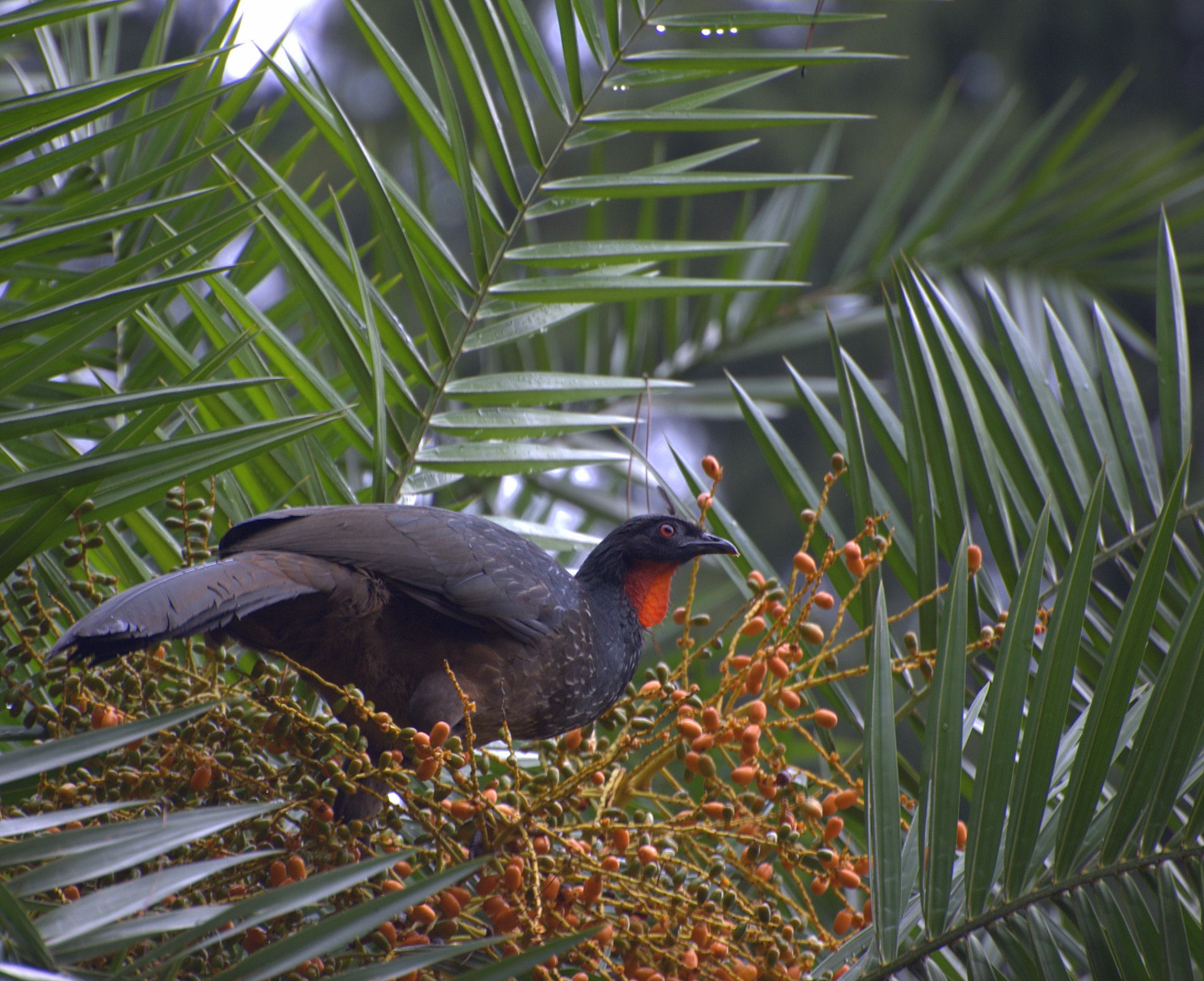
Indivíduo se alimentando

A alimentação do jacuguaçu é baseada principalmente em frutos, mas também inclui folhas, brotos e animais invertebrados. A espécie consome uma ampla variedade de frutos nativos, como os do murici (Byrsonima crassifolia), da caneleira, jabuticaba (Plinia cauliflora), pitanga (Eugenia uniflora), palmito, amora, Miconia chartacea, Rapanea lorentziana (mirsinácea), Citharexylum montevidense (verbenácea), Calyptranthes (mirtácea), Didymopanax (araliácea), Croton (euforbiácea), além de espécies do gênero Cecropia spp.. Frutos de certas palmeiras, como a içara (Euterpe edulis) e espécies do gênero Syagrus, parecem ser seus alimentos preferenciais em algumas regiões, como no Paraguai. É um importante dispersor de sementes, inclusive em florestas secundárias, deslocando-se pelas copas de árvores, especialmente pela manhã e ao entardecer, em busca de alimento. Também consome frutos exóticos, como jamelão (Syzygium cumini) e caqui (Diospyros spp.), e, no nordeste da Argentina, depende no inverno de duas espécies exóticas de alfeneiro: Ligustrum sinense (principalmente) e Ligustrum lucidum (oleácea). Já foi observado alimentando-se no solo, podendo causar danos a hortas ao consumir hortaliças cultivadas, e, no Rio Grande do Sul, invadindo galinheiros em busca de milho.
A dieta do jacuguaçu é composta predominantemente por frutas, que representam cerca de 77% do total consumido, seguidas por folhas (16,7%) e flores (6,3%). Em áreas protegidas onde há suprimento regular de alimento, observa-se uma redução nos deslocamentos da espécie, que passa a dispersar cerca de 80% menos espécies de plantas e a consumir 30% menos sementes, o que pode impactar tanto seu comportamento quanto a diversidade de sementes nativas dispersas. Os machos são conhecidos por localizar alimentos escondidos no solo e oferecê-los às fêmeas, podendo inclusive alimentá-las diretamente. A espécie bebe água ao amanhecer em rios, poças ou riachos da floresta, sendo também observada consumindo água acumulada em bromélias (Bromeliaceae). Além disso, há registros de indivíduos defecando gorgulhos vivos após ingerirem frutos de palmeiras que os continham.

### Reprodução
A exibição do jacuguaçu envolve levantar a cauda aberta e inflar a bolsa vermelha da garganta. No Brasil, registros reprodutivos ocorrem em diversos períodos: um juvenil semicrescido foi observado com um adulto em janeiro no Rio Grande do Sul; filhotes foram vistos no início de dezembro e início de janeiro em Santa Catarina; além disso, há registros em setembro (Espírito Santo), novembro (Rio de Janeiro e São Paulo) e dezembro (Rio de Janeiro e São Paulo). A exibição foi registrada no sudeste do país em setembro. O ninho, construído entre três e 10 metros de altura, geralmente permanece oculto em emaranhados densos de vegetação. Ele tem formato de taça ou tigela, com cerca de 60 centímetros de diâmetro, feito de galhos e caules e forrado com folhas - há relatos de que a ave pode pisotear folhas ou bromélias para formar a plataforma A postura costuma ser de dois a três ovos de cor creme, podendo chegar a quatro, com dimensões variando entre 69,0 a 79,3 × 49,4 a 55,7 milímetros, e o período de incubação é de cerca de 28 dias, havendo possibilidade de até duas ninhadas por ano.
O comportamento reprodutivo também inclui interações sociais complexas. O cortejamento dos machos em cativeiro envolve oferecer objetos como pedrinhas, palhas de ninho, galhos, folhas ou alimento com o bico às fêmeas. Durante a construção do ninho - tarefa atribuída ao macho - ele vocaliza em tom baixo e movimenta a cabeça lateralmente, enquanto a fêmea observa e aparenta inspecionar o progresso. Em fase reprodutiva, as fêmeas realizam uma espécie de dança, inclinando o corpo para frente com a cauda erguida. Quando ameaçados, os adultos abrem as caudas para proteger os filhotes, que se escondem debaixo delas enquanto se deslocam; frequentemente, o macho assume uma postura defensiva contra o agressor.

## Conservação
Segundo a União Internacional para a Conservação da Natureza (UICN / IUCN), apesar do desmatamento e a caça estar afetando a vida dessa ave, o seu estado de conservação ainda é "pouco preocupante". Considerando sua situação de ameaça de extinção a manutenção e criação dessas aves torna-se extremamente importante para a preservação da espécie. Em 2005, foi listado como vulnerável na Lista de Espécies da Fauna Ameaçadas do Espírito Santo; em 2014, como quase ameaçado no Livro Vermelho da Fauna Ameaçada de Extinção no Estado de São Paulo; e em 2018, como pouco preocupante na Lista Vermelha do Livro Vermelho da Fauna Brasileira Ameaçada de Extinção do Instituto Chico Mendes de Conservação da Biodiversidade (ICMBio).